# Bertram (Name)
Bertram ist ein Personenname aus dem deutschsprachigen Raum.

## Namenstag
24. Januar (Bertram von St-Quentin, † um 680)

## Einzelname
- Bertram (Metz) († 1212), Bischof von Metz
- Bertram de Verdon († 1192), anglonormannischer Adliger und Richter
- Bertram von Gevertshagen (15. Jahrhundert), deutscher Adliger
- Meister Bertram (* um 1340; † 1414/15), deutscher Maler

### Pseudonym
- Dr. Bertram (Georg Julius von Schultz, 1808–1875), deutschbaltischer Publizist

## Vorname
- Bertram Armytage (1869–1910), australischer Kavallerieoffizier
- Bertram Otto Bardenhewer (1851–1935), deutscher katholischer Theologe
- Bertram Beierlorzer (* 1957), deutscher Fußballspieler und -trainer
- Bertram Blank (Politiker) (1930–1978), deutscher Politiker (SPD)
- Bertram Blank (Physiker), deutscher Physiker
- Bertram Blum (* 1950), deutscher Theologe und Erwachsenenbildner
- Bertram von Boxberg (* 1957), deutscher Regisseur, Drehbuchautor, Schauspieler
- Bertram Boltwood (1870–1927), US-amerikanischer Radiochemiker
- Bertram Brenig (* 1959), deutscher Veterinärmediziner, Molekulargenetiker und Biotechnologe
- Bertram Brockhouse (1918–2003), kanadischer Physiker
- Bertram Cremon († 1377), deutscher Geistlicher, Bischof von Lübeck
- Bertram Denzel (* 1969), deutscher Komponist
- Bertram Engel (* 1957), deutscher Schlagzeuger
- Bertram Fleck (* 1949), deutscher Politiker
- Bertram Fletcher Robinson (1870–1907), englischer Sportler, Journalist, Autor und Aktivist der Liberal Unionist Party
- Bertram Goodhue (1869–1924), US-amerikanischer Architekt und Illustrator
- Bertram Hartard senior (1901–1967), deutscher Politiker (CDU), Bürgermeister von Speyer
- Bertram Hartard junior (1929–1992), deutscher Lehrer und Politiker (CDU)
- Bertram Hasenauer (* 1970), österreichischer Maler und Zeichner
- Bertram Hiese (* 1960), deutscher Synchronsprecher und Schauspieler
- Bertram Hilgen (* 1954), deutscher Politiker
- Bertram Job (* 1959), deutscher Journalist und Buchautor
- Bertram Keightley (1860–1944), britischer Rechtsanwalt und Theosoph
- Bertram Kienzle (* 1948), deutscher Philosoph
- Bertram Kostant (1928–2017), US-amerikanischer Mathematiker
- Bertram Meier (* 1960), deutscher Theologe und römisch-katholischer Bischof
- Bertram von Moltke (* 1961), deutscher Diplomat
- Bertram Patenaude (1909–1974), US-amerikanischer Fußballspieler
- Bertram Quadt (* 1966), deutscher Journalist, Hörfunkmoderator und Autor
- Bertram Ramsay (1883–1945), britischer Admiral
- Bertram Reinecke (* 1974), deutscher Schriftsteller und Verleger
- Bertram Schefold (* 1943), Schweizer Wirtschaftswissenschaftler
- Bertram Schmitt (* 1958), deutscher Jurist und Rechtswissenschaftler
- Bertram Schönwälder (1936–2018), deutscher Politiker, Pfarrer und Stahlwerker
- Bertram Turetzky (* 1933), US-amerikanischer Kontrabassist
- Bertram Verhaag (* 1944), deutscher Filmregisseur und Produzent
- Bertram Wulflam († 1394), deutscher Politiker, Bürgermeister von Stralsund
- Bertram Zwerschke (* 1956), deutscher Chorleiter

## Familienname

### A
- Aaron Bertram (* 1962), US-amerikanischer Mathematiker
- Adolf Bertram (1859–1945), deutscher Geistlicher
- Albrecht Bertram (* 1950), deutscher Mechaniker und Hochschullehrer
- Alexander Bertram (* 1988), Politiker (AfD)
- Alfred Bertram (1890–1937), deutscher Verwaltungsbeamter, Richter und Rechtshistoriker
- Allie Bertram (* 1989), kanadische Schauspielerin und Tänzerin
- August Wilhelm Bertram  (1752–1788), deutscher Arzt und Hochschullehrer
- Axel Bertram (1936–2019), deutscher Maler und Grafiker

### B
- Barbara Bertram (1945–2023), deutsche Schauspielerin
- Bernhard Bertram (1962–2012), deutscher Journalist und Medienunternehmer
- Bonaventure Corneille Bertram (1531–1594), französischer evangelischer Geistlicher und Hochschullehrer

### C
- Christian Bertram (Regisseur) (* 1952), deutscher Regisseur und Veranstalter
- Christian August von Bertram (1751–1830), deutscher Journalist, Dramatiker und Herausgeber
- Christoph Bertram (Journalist) (* 1937), deutscher Journalist und Politikberater
- Christoph Bertram (Schauspieler) (* 1990), deutscher Schauspieler
- Curt Bertram (* 1945), deutscher Wohnungswirtschafter

### E
- Elisabeth Bertram (1902–1999), österreichisch-bulgarische Schauspielerin und Hörspielsprecherin
- Elisabeth Bertram (1923–2024), luxemburgisch-deutsche Schlagertexterin und Moderatorin, siehe Lilibert
- Erik Bertram (* 1987), deutscher Politiker (CDU)
- Ernst Bertram (Schauspieler) (1865–nach 1902), deutscher Schauspieler
- Ernst Bertram (Schriftsteller) (1884–1957), deutscher Schriftsteller
- Ernst Bertram (Widerstandskämpfer) (1909–1938), deutscher Widerstandskämpfer
- Eva Bertram (* 1964), deutsche Fotografin und Filmkünstlerin

### F
- Ferdinand Bertram (Admiral) (1868–1941), deutscher Konteradmiral
- Ferdinand Bertram (1894–1960), deutscher Mediziner
- Franz Bertram (Politiker, 1805) (1805–1863), deutscher Kaufmann und Politiker, MdL Nassau
- Franz Bertram (Politiker, 1843) (1843–1888), deutscher Gutsbesitzer und Politiker (DFP), MdR
- Friedel Bertram (1937–2014), deutscher Politiker (SPD)
- Friedrich Bertram (1851–1922), deutscher Geistlicher, Theologe und Hochschullehrer
- Friedrich Gottlieb Bertram (1814–1881), deutscher Regierungsrat, Schmetterlings- und Weichtierforscher
- Friedrich Wilhelm Bertram (1919–2014), deutscher Architekt und Hochschullehrer
- Fritz Bertram (1871–1961), deutscher Mundartdichter und Heimatforscher

### G
- Georg Bertram (Pianist) (1882–1941), deutscher Pianist und Musikpädagoge
- Georg Bertram (Theologe) (1896–1979), deutscher Theologe
- Georg W. Bertram (* 1967), deutscher Philosoph
- Günter Bertram (Mathematiker) (1920–2001), deutscher Mathematiker und Hochschullehrer
- Günter Bertram (Radsportler) (* 1950), deutscher Radsportler
- Gustav Bertram (1883–1963), deutscher Politiker (NSDAP)
- Gustav Bertram (Schauspieler) (1887–19??), deutscher Schauspieler

### H
- Halina Bertram (* 1971), tschechische Pianistin
- Hans Bertram (Flugpionier) (1906–1993), deutscher Pilot, Luftfahrtunternehmer, Schriftsteller und Filmemacher
- Hans Bertram (Musikproduzent) (1915–1991), deutscher Musikproduzent und Komponist
- Hans Bertram (Politiker) (1915–1992), deutscher Politiker (LDPD), Bürgermeister von Cottbus, Abgeordneter der Volkskammer
- Hans Bertram (Soziologe) (* 1946), deutscher Soziologe
- Hans Bertram (Leichtathlet) (* 1949), deutscher Mittelstreckler
- Hans-Bodo Bertram (* 1941), deutscher Diplomat
- Hans Georg Bertram (1936–2013), deutscher Komponist
- Heiner Bertram (* 1940), deutscher Fußballfunktionär und Unternehmer
- Heinrich Bertram (Sänger) (1825–1903), deutscher Sänger (Bariton) und Gesangspädagoge
- Heinrich Bertram (Pädagoge) (1826–1904), deutscher Pädagoge und Schulreformer
- Heinrich Bertram (Kapitän) (1897–1956), deutscher Kapitän
- Helmut Bertram (General) (1907–1999), deutscher Offizier in der Luftwaffe der Wehrmacht und später der Luftwaffe der Bundeswehr
- Helmut Bertram (1910–1981), deutscher Politiker (Zentrum), MdB
- Hendrik Bertram (* 1968), deutscher Musiker
- Hermann Bertram (1900–1949), deutscher Maler
- Horst Bertram (1948–2023), deutscher Fußballtorhüter

### J
- Jacob Bertram (1779–1857), nassauischer Politiker
- Joe Bertram (1957–2020), US-amerikanischer Politiker
- Johann Arnold Bertram (1696–1762), deutscher Hüttenmeister
- Johann Baptist Bertram (1776–1841), deutscher Kunstsammler und Kunsthistoriker
- Johann Friedrich Bertram (1699–1741), deutscher lutherischer Theologe und Hofprediger
- Johann Georg Bertram (1670–1728), deutscher lutherischer Theologe und Landeshistoriker
- Johann Jacob von Bertram (1684–1742), deutscher Politiker der Reichsstadt Frankfurt
- Julia Bertram (* 1989), deutsche Weinkönigin und Winzerin, siehe Julia Baltes
- Jürgen Bertram (1940–2023), deutscher Journalist und Autor

### K
- Karl August Wilhelm Bertram (1788–1868), deutscher Politiker, Oberbürgermeister von Halle (Saale)
- Konstantin von Bertram (1614/15–1693), deutscher Reichsfreiherr, kurmainzischer Kanzler
- Kurt Bertram (Politiker) (1897–1973), deutscher Politiker (NSDAP)
- Kurt Bertram (Künstler) (1910–1988), deutscher Holzschnitzer

### L
- Laura Bertram (* 1978), kanadische Schauspielerin
- Lis Bertram-Ehmsen (1897–1986), deutsche Malerin und Grafikerin
- Louise Bertram (1908–1996), kanadische Eiskunstläuferin
- Ludwig Bertram (Schriftsteller) (* 1958), deutscher Schriftsteller und Lyriker
- Ludwig Bertram (Kaufmann) (1849–1933), deutscher Kaufmann
- Lutz Bertram (* 1953), deutscher Radiomoderator

### M
- Marco Bertram (* 1973), deutscher Journalist und Autor
- Marie Bertram (1838–1882), deutsche Opernsängerin (Sopran)
- Marion Bertram (* 1960), deutsche Prähistorikerin
- Mathias Bertram (* 1960), deutscher Publizist und Buchgestalter
- Matthias Bertram (* 1950), deutscher Autor, Künstler und Geschäftsführer
- Max Bertram (1849–1914), deutscher Gartenbaupädagoge
- Mijndert Bertram (1954–2009), deutscher Historiker, Sachbuchautor und Direktor des Bomann-Museums Celle

### N
- Nika Bertram (* 1970), deutsche Schriftstellerin

### O
- Oskar Bertram (1890–1965), deutscher Generalleutnant der Luftwaffe
- Oswald Bertram (1827–1876), deutscher Buchhändler und Verleger
- Otto Bertram (Richter) (1871–1949), deutscher Richter
- Otto Bertram (Kaufmann) (1895–1963), deutscher Kaufmann
- Otto Bertram (Offizier) (1916–1987), deutscher Luftwaffenoffizier

### P
- Philipp Bertram (Politiker, 1812) (1812–1899), deutscher Jurist, Bankmanager und Politiker, MdL Nassau
- Philipp Bertram (Politiker, 1991) (* 1991), deutscher Politiker (Die Linke), MdA Berlin
- Philipp Ernst Bertram (1726–1777), deutscher Rechtswissenschaftler und Historiker

### R
- Rainer Bertram (1932–2004), deutscher Schlagersänger und Fernsehregisseur
- René Bertram (* 1981), deutscher Ruderer
- Richard Bertram (1904–1979), deutscher Wirtschaftsmanager
- Richard Bertram (Priester) (1904–1979), deutscher Priester und Dekan
- Roger Bertram (Adliger, 1128) (Roger Bertram I; 1128–1199), anglonormannischer Adliger
- Roger Bertram (Adliger, 1187) (Roger Bertram II; 1187–1242), englischer Adliger
- Roger Bertram (Adliger, 1224) (Roger Bertram III; 1224–1272), englischer Adliger
- Rolf Bertram (Physiker) (1931–2023), deutscher Physiker und Hochschullehrer
- Rolf Bertram (1935–2022), deutscher Fußballspieler
- Rosa Bertram (1898–1945), deutsche römisch-katholische Märtyrerin jüdischer Herkunft
- Rudi Bertram (* 1955), deutscher Politiker (SPD), Bürgermeister von Eschweiler
- Rüdiger Bertram (* 1967), deutscher Kinder- und Jugendbuchautor sowie Drehbuchautor
- Rudolf Bertram (1893–1975), deutscher Mediziner, Gerechter unter den Völkern

### S
- Sonja Bertram (* 1984), deutsche Schauspielerin
- Sören Bertram (* 1991), deutscher Fußballspieler
- Stephanie Rose Bertram (* 1994), belgisches Model

### T
- Theodor Bertram (1869–1907), deutscher Sänger (Bariton)
- Thomas Bertram (* 1977), britischer Hockeyspieler
- Tom Bertram (* 1987), deutscher Fußballspieler

### U
- Ute Bertram (* 1961), deutsche Politikerin (CDU)
- Uwe Bertram (1962–2022), deutscher Schauspieler und Theaterintendant

### W
- Walter Bertram (1901–1993), deutscher Maler und Denkmalpfleger
- Werner Bertram (1835–1899), deutscher Theologe und Botaniker
- Wilhelm Bertram (1829–nach 1880), deutscher Politiker (DDP)
- Wilhelm Bertram (1865–1959), deutscher Konteradmiral
- William Bertram († 1466), englischer Ritter
- Wulf Bertram (1948–2025), deutscher Mediziner und Autor